# Гайна (агрогородок)
Гайна (бел. Гайна) — агрогородок в Логойском районе Минской области Беларуси , бывший центр Гайненского сельсовета. Население 551 человек (2009).

## География
Гайна находится в 10 км к северо-западу от райцентра, города Логойск. В 50 км от Минска, 41 км от ж/д станции Смолевичи. Село находится на Минской возвышенности, на водоразделе Чёрного и Балтийского морей — рядом с селом начинается река Гайна (бассейн Днепра), северо-западнее берут начало несколько небольших притоков реки Илия (бассейн Немана). Через агрогородок проходит шоссе Р66 на участке Логойск — Луковец, от шоссе ответвляется дорога в сторону деревни Домаши.

## Этимология
Наиболее вероятным является происхождение топонима «Гайна» от белорусского слова «гай» (роща), менее вероятно сопоставление с глаголом «гаіць» (оборонять, защищать). Белорусское слово Гайна перешла в литовский язык как Айна (при такой ассимиляции обычно исчезает начальное «г»), что даёт основания некоторым исследователям приписывать топониму литовское происхождение (от ainis — внук или ainija — потомство).
По Э. М. Мурзаеву, названия населенных пунктов Гайна, Гайны в Минской обл., Пермской обл., Башкирии происходят от слов гайна, гайно - выселок, временное жилище, хлев, логово и т. п.
Также топоним Гайна (вариант Айна) сопоставляют с термином айн, имеющим значение «источник» в иранских языках.

## История

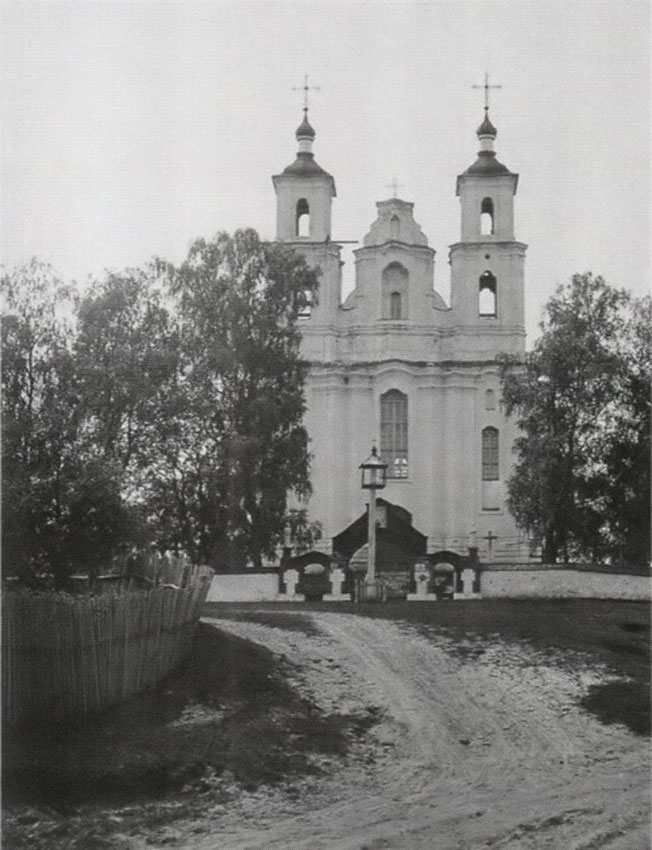
Успенский храм. Фото 1890 года

Гайна — один из самых древних населённых пунктов Логойского района. Католический приход в Гайне самый старый на территории современной Минской области, он был основан в 1387 году королём Ягайло в числе первых семи католических приходов на территории Великого княжества Литовского.
Гайна упоминается историком XV века Яном Длугошем среди владений великих князей, входила в состав Логойского княжества. С 1560 года имеет статус местечка, центр Гайненского староства. В результате административно-территориальной реформы в ВКЛ середины XVI века поселение вошло в состав Минского повета Минского воеводства.
В 1545 году упоминается православная церковь Святого Архангела Михаила, когда, согласно летописи, князь Иван Соломерецкий назначил сюда священника. В 1604 году православное население Гайны было присоединено к грекокатоликам. Деревянная католическая церковь, построенная ещё в XIV веке, вплоть до конца XVIII века неоднократно перестраивалась на том же месте, пока в 1781—1788 годах не был возведён каменный католический храм, освящённый во имя Успения (Вознесения) Пресвятой Богородицы.
В результате второго раздела Речи Посполитой (1793) Гайна оказалась в составе Российской империи; в Докшицком, а с 1796 года в Борисовском уезде. После 1861 года центр Гайна-Слободской волости.

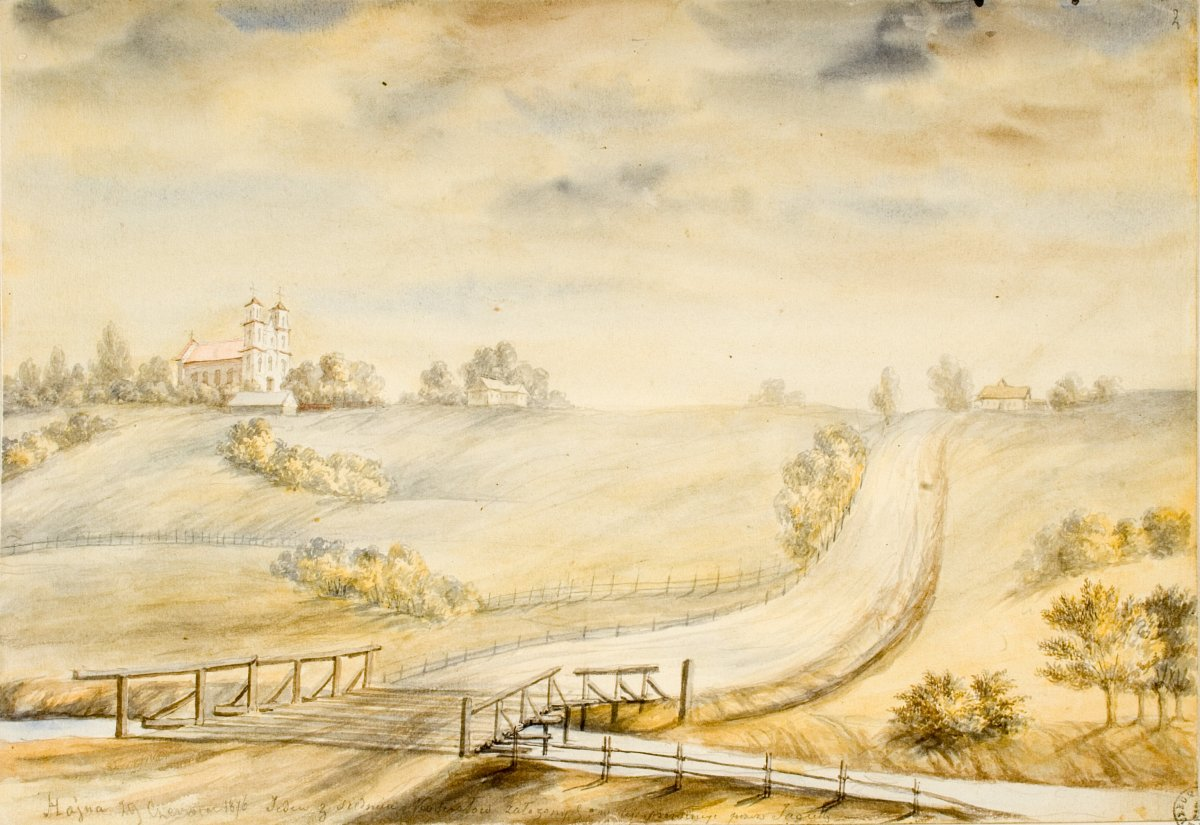
Гайна на картине Наполеона Орды (1876 г.)

В 1846 году была выстроена новая православная деревянная Свято-Михайловская церковь, в 1863 году открылось народное училище. В 1867 году после подавления восстания 1863 года российские власти передали Успенский католический храм православным, у католиков осталась только часовня на кладбище. В 1886 году 420 жителей, 57 дворов. В 1891 году начали работать мукомольное и крупяное предприятие.
В 1919 году Гайна вошла в БССР, где 20 августа 1924 года стала центром сельсовета. В 30-х годах была закрыта Успенская церковь, во время Второй Мировой Войны здание было полностью разрушено. Все евреи деревни во время войны были выведены и убиты 30 августа 1941 года вместе с узниками Логойского гетто. В 1970 году село насчитывало 256 дворов и 915 жителей, в 1992 году — 214 дворов и 792 жителя.

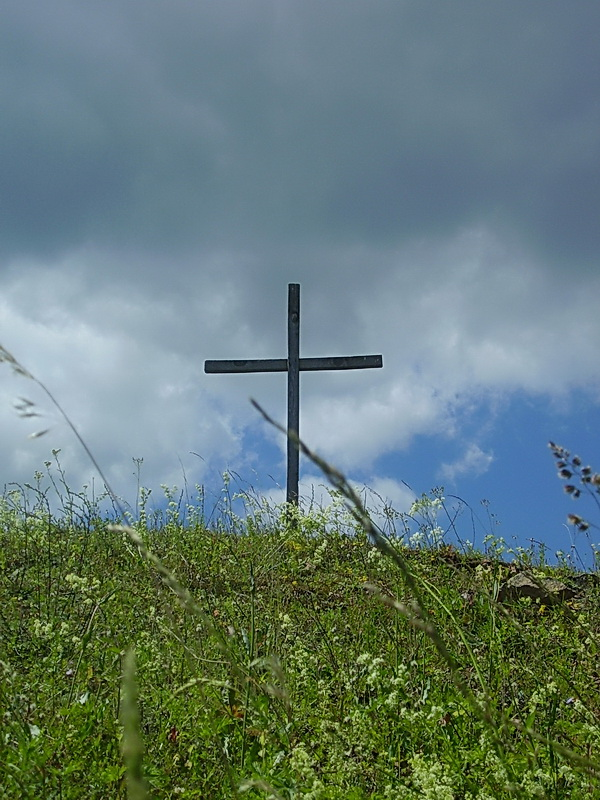
Крест на месте бывшего Успенского храма

В 1996 году на месте бывшего Успенского храма был поставлен и освящён католический крест. В 2002 году построена и освящена новая православная церковь, которая получила имя исторического храма — св. Михаила Архангела

## Известные люди
В Гайне родился славяновед Зориан Доленга-Ходаковский (1784―1825). 
- Воронович, Иосиф Робертович (1928―2018) — советский и белорусский нейрохирург и травматолог-ортопед, заслуженный деятель науки БССР (1987).